# Eigentliche Fruchtvampire
Die Eigentlichen Fruchtvampire (Artibeus) sind eine Fledermausgattung innerhalb der Unterfamilie der Fruchtvampire (Stenodermatinae). Die Gattung umfasst 19 Arten, die in Mittel- und Südamerika verbreitet sind.

## Beschreibung
Diese Fledermäuse erreichen eine Kopfrumpflänge von 5 bis 10 Zentimetern und ein Gewicht von 10 bis 85 Gramm. Ihr Fell ist an der Oberseite braun oder grau gefärbt, die Unterseite ist heller. Bei einigen Arten sind im Gesicht vier helle Streifen vorhanden. Der Name Artibeus leitet sich vom griechischen arti (=Gesichtsstreifen) und beus ab, was sich auf das Vorhandensein der Streifen bezieht. Das Uropatagium, die Flughaut zwischen den Beinen, ist sehr klein, ein Schwanz fehlt wie bei allen Fruchtvampiren. Die Ohren sind zugespitzt. Die Nase trägt wie bei vielen Blattnasen ein kleines, spitzes Nasenblatt, das der Echolokation dient.

## Verbreitung und Lebensraum
Das Verbreitungsgebiet der Eigentlichen Fruchtvampire reicht vom nördlichen Mexiko und den Bahamas bis in das nördliche Argentinien und schließt auch die Karibischen Inseln mit ein. Sie bewohnen verschiedene Lebensräume und finden sich sowohl in Wäldern als auch in Grasländern.

## Lebensweise
Wie die meisten Fledermäuse sind die Eigentlichen Fruchtvampire nachtaktiv, zum Schlafen ziehen sie sich in Höhlen, Häuser oder andere Unterschlupfe zurück. Einige Arten formen große Blätter zu „Zelten“ um, die ihnen tagsüber Schutz vor der Witterung und Sichtschutz vor Fressfeinden bieten. Die meisten Arten leben in größeren Gruppen. Von der Jamaika-Fruchtfledermaus (Artibeus jamaicensis, auch Jamaika-Fruchtvampir genannt), der besterforschten Art, ist bekannt, dass sie Haremsgruppen bildet, die aus einem bis drei Männchen, drei bis 14 Weibchen und dem gemeinsamen Nachwuchs bestehen.
Die Nahrung dieser Fledermäuse besteht vorwiegend aus Früchten, daneben nehmen sie auch Pollen und Insekten zu sich.
Die Fortpflanzung ist bei vielen Arten kaum bekannt. Bei A. jamaicensis beträgt die Tragzeit üblicherweise 112 bis 120 Tage, kann sich aber auf Grund einer Keimruhe auf bis zu 180 Tage erstrecken. In der Regel kommt ein einzelnes Jungtier zur Welt, das nach rund zwei Monaten entwöhnt und mit acht bis zwölf Monaten geschlechtsreif wird. In Gefangenschaft können diese Tiere über zehn Jahre alt werden.
Drei der 19 Arten, A. fraterculus, A. hirsutus und A. inopinatus, sind laut IUCN gefährdet (vulnerable).

## Systematik

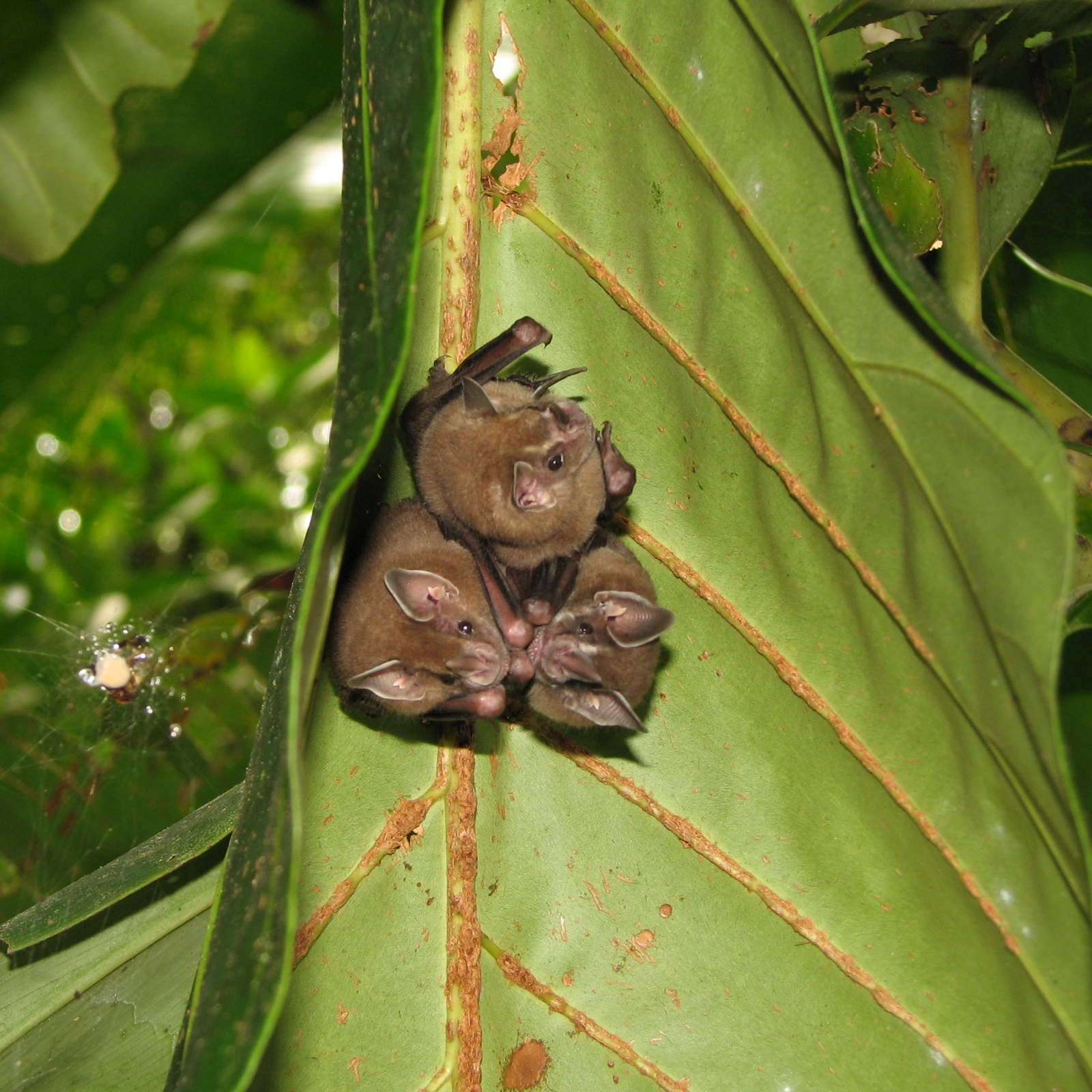
Artibeus sp. tagsüber, schlafend an der Unterseite eines Blatts

Die Gattung der Eigentlichen Fruchtvampire wird in drei Untergattungen (Artibeus, Koopmania und Dermanura) unterteilt. In manchen Systematiken werden diese als eigenständige Gattungen geführt, manchmal wird aber auch der Schokoladen-Fruchtzwerg (Enchisthenes hartii) in diese Gattung eingeordnet.
Wilson & Reeder unterscheiden folgende 19 Arten. Molekular-genetische Untersuchungen durch Redondo et al. deuten jedoch darauf hin, dass fünf dieser Taxa in Wirklichkeit paraphyletisch sind.
- Untergattung Dermanura
  - der Andersen-Fruchtvampir (Artibeus anderseni) ist im nördlichen Südamerika (von Peru bis Französisch-Guyana) beheimatet.
  - der Azteken-Fruchtvampir (Artibeus aztecus) ist vom mittleren Mexiko bis nach Panama verbreitet.
  - Artibeus bogotensis lebt von Kolumbien bis Französisch-Guyana.[3]
  - der Gervais-Fruchtvampir (Artibeus cinereus) lebt im Amazonasbecken im nördlichen Südamerika, das Taxon ist paraphyletisch und besteht aus zwei Arten.[2]
  - der Gemeine Silberne Fruchtvampir (Artibeus glaucus) ist von Ecuador bis Bolivien verbreitet.
  - der Kleine Silberne Fruchtvampir (Artibeus gnomus) ist von Peru bis nach Französisch-Guyana beheimatet.
  - der Solitäre Fruchtvampir (Artibeus incomitatus) ist nur von der Insel Escudo de Veraguas vor der Nordküste Panamas bekannt und gilt wegen seines geringen Verbreitungsgebietes – seine Heimatinsel umfasst lediglich 3,4 km² – als vom Aussterben bedroht (critically endangered).[4]
  - die Zwergfruchtfledermaus oder Dunkelohr-Fruchtvampir (Artibeus phaeotis) ist aus dem östlichen Mexiko, aus Peru und Guyana bekannt; das Taxon ist paraphyletisch.[2]
  - der Tolteken-Fruchtvampir (Artibeus toltecus) ist vom nördlichen Mexiko bis in das westliche Kolumbien verbreitet.
  - der Thomas-Fruchtvampir (Artibeus watsoni) lebt in Mittelamerika (vom südlichen Mexiko bis Kolumbien).
- Untergattung Koopmania
  - der Braune Fruchtvampir (Artibeus concolor) lebt im Amazonasbecken.
- Untergattung Artibeus
  - der Venezuela-Fruchtvampir (Artibeus amplus) lebt in Kolumbien, Venezuela und Guyana.
  - der Fransenfruchtvampir (Artibeus fimbriatus) ist im südlichen Brasilien, in Paraguay und Nordargentinien beheimatet.
  - der Peruanische Fruchtvampir (Artibeus fraterculus) ist nur aus Ecuador und Peru bekannt. Die Art gilt als gefährdet.
  - der Haarige Fruchtvampir (Artibeus hirsutus) lebt im westlichen Mexiko und gilt ebenfalls als gefährdet.
  - der Honduras-Fruchtvampir (Artibeus inopinatus) ist in Mittelamerika (El Salvador, Nicaragua und Honduras) beheimatet. Auch sie gilt als bedroht.
  - der Jamaika-Fruchtfledermaus (Artibeus jamaicensis) ist die besterforschte Art. Sie ist von den Bahamas und dem nördlichen Mexiko bis in das nördliche Argentinien verbreitet. Einige Autoren und genetische Studien halten A. jamaicensis unter Einschluss von A. (jamaicensis) planirostris für paraphyletisch und benennen den Flachnasen-Fruchtvampir (Artibeus planirostris) als eigene Art; es gibt zudem Anzeichen, dass die anderen Jamaika-Fruchtfledermaus-Unterarten ebenfalls nicht monophyletisch sind, sondern in zwei Arten aufzuteilen wären.
  - der Große Fruchtvampir (Artibeus lituratus) kommt ebenfalls vom südlichen Mexiko bis zum nördlichen Argentinien vor
  - der Dunkle Fruchtvampir (Artibeus obscurus) bewohnt ausschließlich das Amazonasbecken; Redondo et al. (2008) halten A. obscurus für ein parapylisches Taxon aus zwei Arten.